# Phreatoicoides longicollis
Phreatoicoides longicollis är en kräftdjursart som beskrevs av Nicholls 1943. Phreatoicoides longicollis ingår i släktet Phreatoicoides och familjen Hypsimetopidae. Inga underarter finns listade i Catalogue of Life.